# Decatur (Geòrgia)
Decatur és una població dels Estats Units a l'estat de Geòrgia. Segons el cens del 2000 tenia 18.147 habitants.

## Demografia
Segons el cens del 2000, Decatur tenia 18.147 habitants, 8.051 habitatges, i 3.856 famílies. La densitat de població era de 1.676,2 habitants per km².
Dels 8.051 habitatges en un 22,1% hi vivien nens de menys de 18 anys, en un 32,1% hi vivien parelles casades, en un 13,4% dones solteres, i en un 52,1% no eren unitats familiars. En el 39,2% dels habitatges hi vivien persones soles el 12,9% de les quals corresponia a persones de 65 anys o més que vivien soles. El nombre mitjà de persones vivint en cada habitatge era de 2,13 i el nombre mitjà de persones que vivien en cada família era de 2,96.
Per edats la població es repartia de la següent manera: un 20% tenia menys de 18 anys, un 9,1% entre 18 i 24, un 37% entre 25 i 44, un 20,5% de 45 a 60 i un 13,3% 65 anys o més.
L'edat mediana era de 36 anys. Per cada 100 dones de 18 o més anys hi havia 68 homes.
La renda mediana per habitatge era de 47.395 $ i la renda mediana per família de 65.064 $. Els homes tenien una renda mediana de 46.817 $ mentre que les dones 38.381 $. La renda per capita de la població era de 29.363 $. Entorn del 7% de les famílies i l'11,7% de la població estaven per davall del llindar de pobresa.

## Poblacions més properes
El següent diagrama mostra les poblacions més properes.